# Morti nel 1144
| Questa pagina contiene informazioni ricavate automaticamente dalle voci biografiche con l'ausilio del template Bio e di un bot. L'aggiornamento è periodico e automatico e ricostruisce completamente la pagina. Se manca una persona in questa lista, sei pregato di non aggiungerla, ma accertati piuttosto che la sua voce biografica contenga il template Bio e che i dati anagrafici siano correttamente compilati. Se il template Bio manca, inseriscilo tu stesso o, in alternativa, metti l'avviso {{tmp\|Bio}} che ne segnala la mancanza. Se i dati riportati sono sbagliati, correggi direttamente la voce biografica; le modifiche saranno visibili in questa lista entro pochi giorni. Per chiarimenti vedi il progetto biografie. La lista contiene solo le 17 persone che sono citate nell'enciclopedia e per le quali è stato implementato correttamente il template Bio. Pagina aggiornata al 13 gen 2025. |

- 8 marzo - Papa Celestino II, papa e cardinale italiano
- 14 marzo - Rodolfo II della marca del Nord, nobile tedesco
- 22 marzo - Guglielmo di Norwich, santo inglese (n. 1132)
- 7 aprile - Ulrico I di Carinzia, nobile tedesco
- 23 aprile - Rotrou III di Perche, nobile francese
- 27 aprile - Sigfrido IV di Boyneburg, nobile tedesco
- 16 maggio - Berta di Groitzsch, nobile tedesca
- 23 maggio - Petronilla di Lorena, contessa
- 27 luglio - Salomea di Berg, nobile tedesca
- 10 ottobre - Alfonso d'Altavilla, politico e condottiero normanno
- Berengario Raimondo I di Provenza, conte
- Geoffrey de Mandeville, I conte di Essex, nobile britannico
- Matteo di Edessa, monaco cristiano bizantino
- Manegoldo I di Neuchâtel, nobile svizzero
- Rahere, religioso inglese
- Pietro Gherardeschi, cardinale italiano
- Zamakhshari, teologo e filosofo persiano (n. 1074)